# Chen Cheng
Chen Cheng 陳誠S (Contea di Qingtian, 4 gennaio 1897 – Taipei, 5 marzo 1965) è stato un politico e generale cinese e uno dei principali comandanti dell'Esercito Rivoluzionario Nazionale durante la seconda guerra sino-giapponese e la guerra civile cinese.
Dopo essersi rifugiato a Taiwan alla fine della guerra civile, servì come governatore della provincia di Taiwan, vicepresidente e primo ministro della Repubblica di Cina. Rappresentò la Repubblica di Cina in visita ufficiale negli Stati Uniti d'America. Contribuì anche ad avviare varie riforme fondiarie e programmi di riduzione delle tasse per impedire che il comunismo prendesse piede a Taiwan, dove i contadini divennero in grado di possedere terre. Il suo pseudonimo era Chen Tsyr-shiou.

## Biografia

### Primi anni
Chen Cheng nacque nella Contea di Qingtian, nello Zhejiang, nel 1897, figlio di un piccolo proprietario terriero. Studiò alla scuola di educazione generale a Lishui e poi alla scuola provinciale di Hangzhou. Nell'estate del 1920 entrò nel Kuomintang, il Partito Nazionalista Cinese, e si laureò in artiglieria all'Accademia militare di Baoding nel 1922. Entrò infine all'Accademia militare di Whampoa due anni dopo e qui incontrò Chiang Kai-shek per la prima volta, poi divenuto comandante dell'Accademia. Più tardi Chen si unì all'Esercito Rivoluzionario Nazionale per partecipare alla Spedizione del Nord.

### Ascesa in campo militare
Durante la Spedizione del Nord Chen mostrò la sua eccellente capacità di comando. A entro un anno dall'inizio della campagna militare fu già promosso da comandante di battaglione a comandante di divisione.
Più tardi dopo la Spedizione divenne attivo nelle guerre contro i signori della guerra. I suoi successi nelle battaglie gli permisero di essere promosso di nuovo, questa volta al comando della 18ª Armata.

### Campagne anticomuniste e Guerra delle Pianure centrali
Nel 1928 Chen partecipò alle repressioni anticomuniste nel Jiangxi e l'anno seguente anche alla Guerra sino-sovietica.

A partire dal 1931 gli fu assegnato il compito di sopprimere definitivamente l'Armata Rossa Cinese. In varie campagne in cerca della forza principale dell'Armata Rossa, le unità di Chen subirono pesanti perdite. Nella Quinta campagna di accerchiamento contro i comunisti riuscì finalmente a sconfiggerli e a costringere l'Armata Rossa a ritirarsi e lanciare la sua epica Lunga marcia.
Nel 1930 si combatté la Guerra delle Pianure centrali, guerra tra i signori della guerra e alti ufficiali del Kuomintang ribellatisi al governo di Nanchino di Chiang, e le forze del Generalissimo. Chen rimase fedele a Chiang e guidò l'11ª Divisione nell'attacco a Jinan.
Le campagne contro l'Armata Rossa finirono dopo l'Incidente di Xi'an, quando Chiang Kai-shek e il suo staff furono costretti a cooperare con i comunisti contro l'invasione dell'esercito giapponese.

### Seconda guerra sino-giapponese
Durante la Battaglia di Shanghai Chen fu uno dei migliori assistenti militari di Chiang. La sua idea era quella di cercare un'azione decisiva nel sud piuttosto che affrontare i giapponesi nel nord della Cina, dove le truppe nazionaliste erano in cattive condizioni e mancavano di mezzi di trasporto. Dopo la caduta di Shanghai e Nanchino Chen si trasferì nello Hubei per comandare nella Battaglia di Wuhan nel 1938. Wuhan era il quartier generale provvisorio dell'esercito cinese. I giapponesi tuttavia riuscirono a sconfiggere i cinesi, anche se subirono pesanti perdite, e conquistarono Wuhan il 25 ottobre 1938.
Negli ultimi anni di guerra Chen passò al comando nella prima battaglia di Changsha del 1939, nella Battaglia di Yichang e nella Battaglia dello Hubei occidentale. Nel 1943 fu nominato comandante della forza di spedizione cinese nel Teatro di Cina-Birmania-India fino a quando fu sostituito da Wei Lihuang a causa di una malattia.
Nella primavera del 1944, dopo l'inizio dell'Operazione Ichi-Go giapponese, fu richiamato in Cina per combattere di nuovo i comunisti. Nel dicembre dello stesso anno fu nominato Ministro della guerra.

### Guerra civile cinese
Dopo la Seconda guerra sino-giapponese Chen divenne Capo di stato maggiore e Comandante in capo della Marina. Seguì gli ordini di Chiang e cominciò a razziare le aree "liberate" dall'Armata Rossa, causando così la ripresa della guerra civile cinese.
Nell'agosto 1947 Chiang nominò Chen Direttore del quartier generale nord-orientale per comandare le forze nazionaliste contro l'Esercito Popolare di Liberazione nemico. Fece l'errore cruciale di sciogliere i reggimenti di sicurezza locali, perché servirono nel collaborazionista Esercito imperiale del Manciukuò giapponese e di conseguenza la forza nazionalista totale in Manciuria passò da 1,3 milioni di uomini a meno di 480.000. Licenziò anche alcuni dei più capaci comandanti nazionalisti come Du Yuming, Sun Li-jen, Zheng Dongguo e Chen Mingren. Di conseguenza subì una serie di gravi sconfitte e Chiang lo richiamò a Nanchino e mandò Wei Lihuang a sostituirlo nello Shenyang come comandante in capo del nord-est e Fan Hanjie come vice comandante in capo e direttore del centro di comando di Jinzhou. Chen prese un congedo per malattia a Taiwan per curare la sua malattia cronica allo stomaco.

### A Taiwan
Chiang nominò Chen governatore della Provincia di Taiwan nel 1949 per spianare la strada all'arrivo sull'isola dei sostenitori del Kuomintang in vista della sconfitta nella guerra civile e trasformarla e svilupparla come l'ultima roccaforte del partito e della Repubblica di Cina. Dopo che le forze nazionaliste si ritirarono a Taiwan, Chen continuò a ricoprire posizioni chiave nel governo civile come Vice-Esecutivo del Kuomintang, Vicepresidente e Primo ministro.
Nei suoi anni a Taiwan introdusse varie riforme agrarie ed economiche e portò avanti la ricostruzione dell'isola. La sua iniziativa "riduzione dell'affitto 375" è stata accreditata come l'arresto della diffusione del comunismo a Taiwan. La legge permise ai contadini di pagare meno l'affitto delle loro terre del 37,5%. Il generale avviò anche diversi progetti di costruzione. Uno fu il Bacino Shimen nella Contea di Taoyuan che ridusse le inondazioni e fece aumentare di conseguenza la produzione del riso.
Il 19 maggio 1949 Chen promulgò l'"Ordine della legge marziale" per annunciare l'imposizione della Legge marziale a Taiwan per impedire ed espellere le infiltrazioni comuniste.

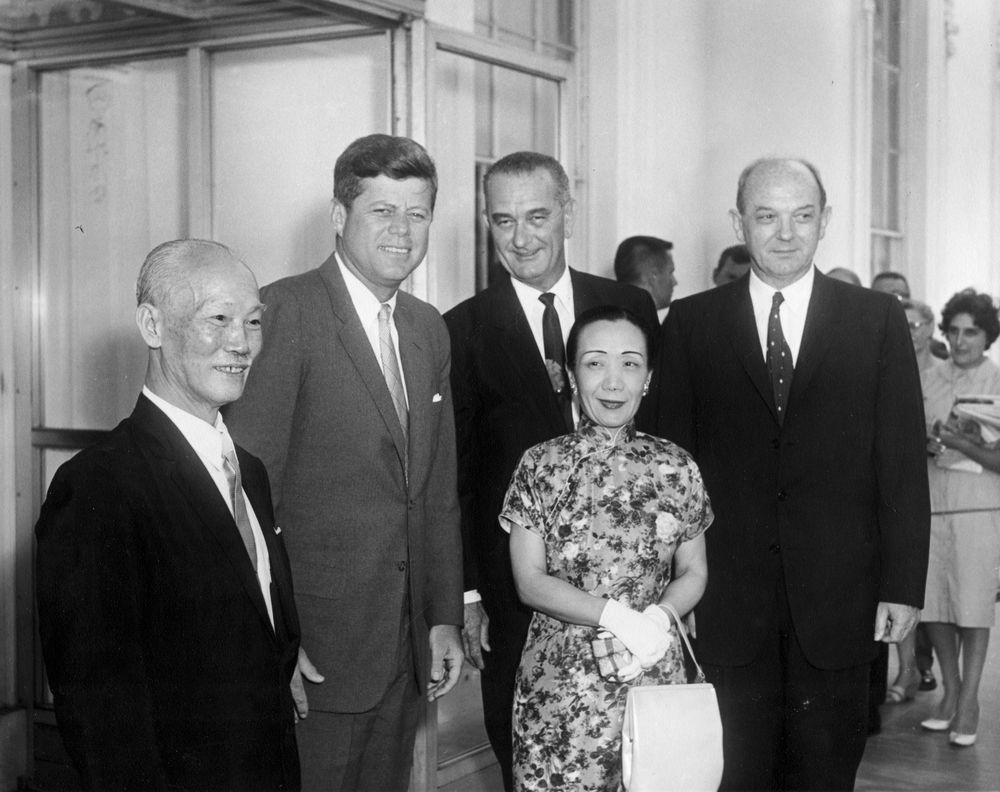
Chen e sua moglie in visita di stato negli Stati Uniti d'America nel 1961; qui con il presidente John Fitzgerald Kennedy e il vicepresidente Lyndon B. Johnson.

### Morte
Chen morì di tumore epatico nel 1965 a Taipei. I suoi resti furono cremati e inizialmente depositati in un parco con un museo costruito in suo onore ma furono poi trasferiti al monastero di Fo Guang Shan, nella Contea di Kaohsiung (ora parte della Città di Kaohsiung) nell'agosto del 1995.

## Famiglia
Chen sposò Tan Xiang, figlia di Tan Yankai, il quale era stato Primo ministro della Cina nel 1928. Ebbero 6 figli: Chen Li-an, Chen Lu-qing, Chen Liao-qi, Chen Lu-jie, Chen Xing e Chen Ping. Il figlio Chen Li-an, nato nel 1937, divenne anche lui un politico e fu più volte ministro nonché candidato indipendente alle Elezioni presidenziali a Taiwan del 1996.

## Onorificenze
Chiavi dalla città
- Manila, Filippine (20 marzo 1960)
- Pasay, Filippine (20 marzo 1960)